# Soulier d'or belge 2002
Le Soulier d'or 2002 est un trophée individuel, récompensant le meilleur joueur du championnat de Belgique sur l'ensemble de l'année 2002. Ceci comprend donc à deux demi-saisons, la fin de la saison 2001-2002, de janvier à juin, et le début de la saison 2002-2003, de juillet à décembre.

## Lauréat
Il s'agit de la quarante-neuvième édition du trophée, remporté par le milieu défensif du FC Bruges Timmy Simons. Il est le premier joueur brugeois récompensé depuis 1996, et à ce jour le dernier. Il devance sur le podium l'attaquant du KRC Genk Wesley Sonck, lauréat l'an passé, et le vétéran de Saint-Trond Danny Boffin, revenu de son aventure en France.
D'autres récompenses sont décernées lors de la soirée de gala, qui a lieu le 15 janvier 2003 au Casino d'Ostende. Marc Wilmots est élu « Meilleur joueur belge à l'étranger », et Patrick Goots est nommé comme l'auteur du plus beau but de l'année.

## Classement
| Place | Joueur                 | Nationalité | Club(s)            | Points |
| ----- | ---------------------- | ----------- | ------------------ | ------ |
| 1.    | Timmy Simons           |             | FC Bruges          | 401    |
| 2.    | Wesley Sonck           |             | KRC Genk           | 275    |
| 3.    | Danny Boffin           |             | Saint-Trond VV     | 215    |
| 4.    | Josip Skoko            |             | KRC Genk           | 82     |
| 5.    | Yves Vanderhaeghe      |             | RSC Anderlecht     | 41     |
| 6.    | Gaëtan Englebert       |             | FC Bruges          | 27     |
| 7.    | Bernd Thijs            |             | KRC Genk           | 26     |
| =.    | Mbo Mpenza             |             | Excelsior Mouscron | 26     |
| 9.    | Marc Degryse           |             | Germinal Beerschot | 24     |
| 10.   | Moumouni Dagano        |             | KRC Genk           | 22     |
| 11.   | Jacky Peeters          |             | La Gantoise        | 17     |
| 12.   | Dany Verlinden         |             | FC Bruges          | 13     |
| 13.   | Almani Moreira         |             | Standard de Liège  | 12     |
| ==.   | Glen De Boeck          |             | RSC Anderlecht     | 12     |
| 15.   | Paul Kpaka             |             | Germinal Beerschot | 8      |
| ==.   | Gert Verheyen          |             | FC Bruges          | 8      |
| 17.   | Patrick Goots          |             | Antwerp            | 7      |
| ==.   | Walter Baseggio        |             | RSC Anderlecht     | 7      |
| 19.   | Johan Walem            |             | Standard de Liège  | 6      |
| 20.   | Seol Ki-hyeon          |             | RSC Anderlecht     | 5      |
| ==.   | Koen Daerden           |             | KRC Genk           | 5      |
| 22.   | Rúnar Kristinsson      |             | KSC Lokeren        | 4      |
| 23.   | Franky Vandendriessche |             | Excelsior Mouscron | 3      |
| ==.   | Cédric Roussel         |             | RAEC Mons          | 3      |
| ==.   | Éric Joly              |             | La Gantoise        | 3      |
| ==.   | Frédéric Herpoel       |             | La Gantoise        | 3      |
| 27.   | Didier Zokora          |             | KRC Genk           | 2      |
| ==.   | Gunther Verjans        |             | Saint-Trond VV     | 2      |
| ==.   | Désiré Mbonabucya      |             | Saint-Trond VV     | 2      |
| ==.   | Ibrahim Kargbo         |             | Sporting Charleroi | 2      |
| ==.   | Ivica Dragutinović     |             | Standard de Liège  | 2      |
| ==.   | Filip De Wilde         |             | RSC Anderlecht     | 2      |
| ==.   | Davy De Beule          |             | KSC Lokeren        | 2      |
| 34.   | Christophe Grégoire    |             | Excelsior Mouscron | 1      |
| ==.   | Kevin Vandenbergh      |             | KRC Genk           | 1      |
| ==.   | Marek Špilár           |             | FC Bruges          | 1      |
| ==.   | Marc Schaessens        |             | Lierse SK          | 1      |
| ==.   | Claude Kalisa          |             | Saint-Trond VV     | 1      |
| ==.   | Nenad Jestrović        |             | RSC Anderlecht     | 1      |
| ==.   | Stein Huysegems        |             | Lierse SK          | 1      |
| ==.   | Philippe Clement       |             | FC Bruges          | 1      |
| ==.   | Aruna Dindane          |             | RSC Anderlecht     | 1      |

### Meilleur belge à l'étranger
|   | Vainqueur    | Club          | Championnat |
| - | ------------ | ------------- | ----------- |
| 1 | Marc Wilmots | FC Schalke 04 | Bundesliga  |

### Meilleur but
| 1 | Patrick Goots |  | Antwerp |

## Sources
- (nl) Cet article est partiellement ou en totalité issu de l’article de Wikipédia en néerlandais intitulé « Belgische Gouden Schoen 2002 » (voir la liste des auteurs).